# 루멘스
루멘스(Lumens Co., Ltd.)는 대한민국의 기업이다. 본사는 경기도 용인시 기흥구 기흥로 58 , 기흥ICT밸리 B동 15층(구갈동)에 위치해 있으며 대표이사는 박윤민이다.

## 역사
카이스트 전기 및 전자공학과에서 석박사학위를 취득하고 1998년 LG종합기술원 재직 시절 국내에서 처음으로 청색 LED칩을 개발한 유태경 전 대표가 루멘스의 창업주인 이경재 대표에 의해 영입되어 2000년 LED 회사로 창업하였다
2007년 엘씨텍에 흡수합병되어 코스닥시장에 우회상장되었다

## 관리종목 지정
4사업연도 영업손실이 이어져 관리종목으로 지정된 적이 있다

## 논란
2022년 대정테크윈이 회사를 상대로 126억원 규모의 손해배상 청구소송을 제기하였으며 2024년에 청구 상고가 심리불속행 기각되었다

## 같이 보기
- 에스엘에너지
- 서울반도체
- 루미마이크로
- 금호전기
- 한솔테크닉스

## 참고문헌
1. ↑  임주연, 유태경, '꿈의 디스플레이' 마이크로LED기술로 루멘스 키워, 비지니스포스트, 2017-07-25
2. ↑  KAIST 전기 및 전자공학부, 루멘스 대표이사 유태경 동문, 2015.07.20
3. ↑  이미아, 루멘스, 엘씨텍 통해 코스닥 우회상장, 한국경제, 2007.10.25
4. ↑  김성현, ‘관리종목'된 루멘스, 수장 교체에도 커지는 위기 목소리, IB토마토, 2021-04-22
5. ↑  이정현, 루멘스 “대정테크윈, 126억 규모 손해배상 청구 항소심”, 이데일리, 2022.11.25
6. ↑  원다연, 루멘스, 손해배상 상고 심리불속행 기각, 이데일리, 2024.05.10